# Store Krone

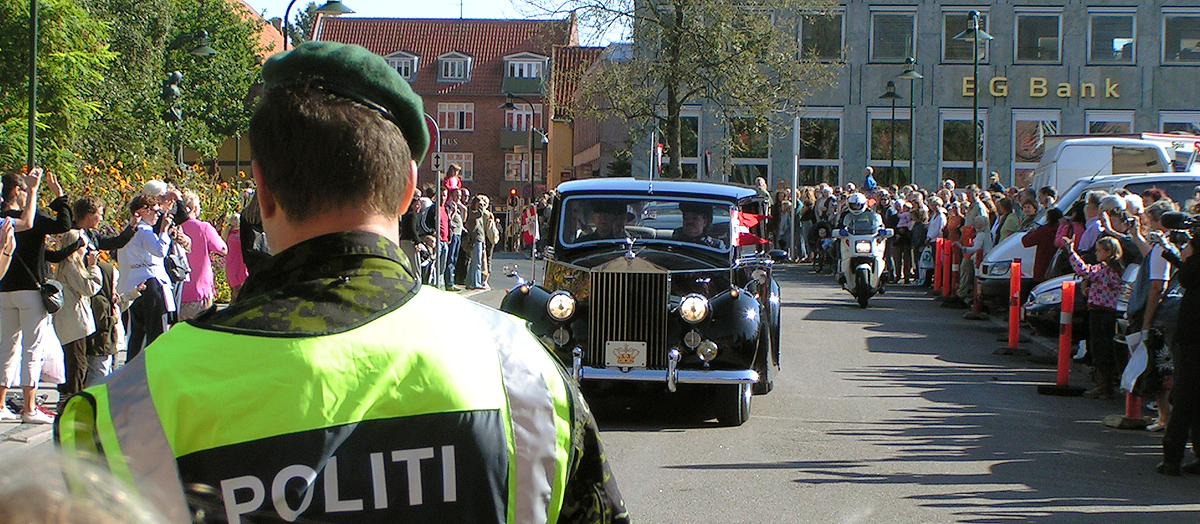
Store Krone

Store Krone är en Rolls-Royce Silver Wraith, årgång 1958, som ägs och förvaltas av det danska kungahuset. Bilen införskaffades av Fredrik IX av Danmark. Bilens namn härrör från registreringsskylten som endast är försedd med en avbildad stor kungakrona.